# Scars (Scars)
Scars è un album del progetto "Scars", celebre per aver ospitato Gary Moore, pubblicato nel 2002.

## Tracce
1. When the Sun Goes Down – 4:19
2. Rectify – 4:21
3. Wasn't Born in Chicago – 4:35
4. Stand Up – 4:11
5. Just Can't Let You Go – 7:40
6. My Baby (She's So Good to Me) – 3:26
7. World of Confusion – 4:22
8. Ball and Chain – 12:53
9. World Keep Turnin' Round – 4:15
10. Who Knows (What Tomorrow May Bring)? – 9:48

## Formazione
- Gary Moore - chitarra, voce
- Darrin Mooney - batteria
- Cass Lewis (degli Skunk Anansie) - basso